# The Long Con
"The Long Con" (da. titel Det store svindelnummer) er det 37. afsnit af tv-serien Lost. Episoden blev instrueret af Roxann Dawson og skrevet af Leonard Dick & Steven Maeda. Det blev første gang udsendt 8. februar 2006, og karakteren James "Sawyer" Ford vises i afsnittets flashbacks.

## Handling
Locke og Jack er enige om at låse våbnene og medicinen inde i våbenkammeret. Jack og Sawyer kan ikke blive enige om ejerskabet af medicinen. Hurley prøver at opmuntre Sayid op med at give ham radioen fra halen. Sun bliver taget og slæbt med ind i junglen, hvor hun bliver fundet af Sawyer og Kate. Jack og Locke opdager, våbnene er forsvundet fra våbenkammeret, og de opdager, de har en forræder i gruppen.

## Bipersoner
- Arthur – Finn Armstrong
- Cassidy Phillips – Kim Dickens
- Diane Jansen – Beth Broderick
- Gordy – Kevin Dunn
- Peter – Richard Cavanna
- Hunden Vincent – Madison